# (5107) Laurenbacall
(5107) Laurenbacall – planetoida z pasa głównego planetoid.

## Odkrycie i nazwa
Odkrył ją Henri Debehogne 24 lutego 1987 roku w Obserwatorium La Silla należącym do Europejskiego Obserwatorium Południowego. Nazwa planetoidy pochodzi od Lauren Bacall (1924–2014) – amerykańskiej aktorki.

## Orbita
(5107) Laurenbacall obiega Słońce w średniej odległości 3,13 j.a. w czasie 5 lat i 197 dni.